# Tillandsia paucifolia
Tillandsia paucifolia es una especie de planta epífita dentro del género  Tillandsia, perteneciente a la  familia de las bromeliáceas. 

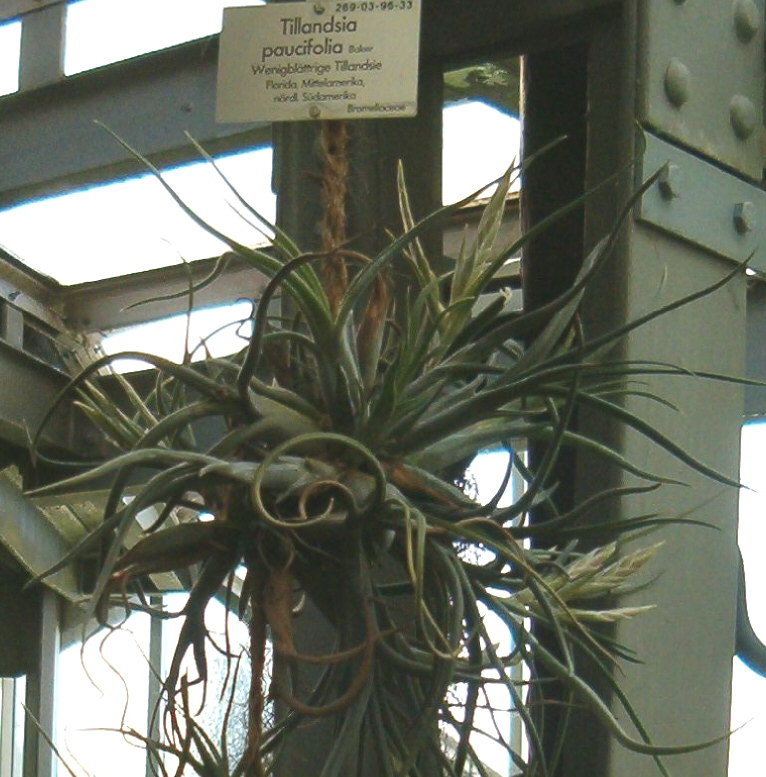
Vista de la planta

## Descripción
Son plantas acaulescentes, que alcanan un tamaño de 10–20 (–40) cm de alto. Hojas de 13–21 cm de largo; vainas 2–2.5 cm de largo, pálidas, indumento cinéreo-lepidoto denso; láminas involuto-subuladas, 0.6–1.2 cm de largo, indumento cinéreo-lepidoto densamente adpreso. Escapo de 1.5–4 cm de largo, brácteas foliáceas mucho más largas que los entrenudos; inflorescencia simple a digitado o cortamente pinnado compuesta, brácteas primarias similares a las brácteas del escapo; espigas 3.5–6 (–12) cm de largo, erectas a suberectas, con 2–10 flores, brácteas florales 2–3 cm de largo, más largas que los sépalos, erectas en la antesis, subpatentes en el fruto, ecarinadas, nervadas, indumento cinéreo-lepidoto densamente adpreso, coriáceas, flores sésiles o con pedicelos hasta 2 mm de largo; sépalos 1.3–2 cm de largo, los 2 posteriores carinados y connados hasta por 2 mm de su longitud, libres del sépalo anterior; pétalos morados. Los frutos son cápsulas 4–5 cm de largo.

## Distribución y hábitat
Se encuentra frecuente en manglares, matorrales boscosos, bosques caducifolios, bosques secos, zona pacífica; a una altitud de 0–400 (–1500) m; fl may, fr jul–dic; desde el sur de los Estados Unidos a Venezuela y Colombia, también en las Antillas.

## Cultivares
- Tillandsia 'Aleta'[2]
- Tillandsia 'Ask Harry'[2]
- Tillandsia 'Asombroso'[2]
- Tillandsia 'Diana'[2]
- Tillandsia 'Frolic'[2]
- Tillandsia 'Humbug'[2]

## Taxonomía
Tillandsia paucifolia fue descrita por John Gilbert Baker y publicado en The Gardeners' Chronicle, new series 10: 748. 1878.
Etimología
Tillandsia: nombre genérico que fue nombrado por Carlos Linneo en 1738 en honor al médico y botánico finlandés Dr. Elias Tillandz (originalmente Tillander) (1640-1693).
paucifolia: epíteto latíno que significa "con pocas hojas"
Sinonimia
- Tillandsia bracteosa Klotzsch ex Beer
- Tillandsia bracteosa Klotzsch ex Baker
- Tillandsia yucatana Baker
- Vriesea bracteosa Beer[4][5]